# Jean Hutmacher
Jean Hutmacher, znany też jako Joseph Hutmacker (ur. 4 kwietnia 1892 w Liège) – belgijski zapaśnik walczący w stylu wolnym. Olimpijczyk z Paryża 1924, gdzie zajął czwarte miejsce w wadze półciężkiej.

## Turniej wParyżu 1924
| Konkurencja      | Walki                   | Klas. końcowa |
| Konkurencja      | Przeciwnik I            | Miejsce       |
| ---------------- | ----------------------- | ------------- |
| 87 kg styl wolny | Rudolf Svensson (SWE) P | 4.            |